# George Cukor
George Cukor (7. července 1899, New York, USA – 24. ledna 1983, Los Angeles, USA) byl americký filmový režisér maďarsko-židovského původu. Byl režisérem klasického Hollywoodu 30.-50. let. Točil hlavně komedie (Příběh z Filadelfie, Adamovo žebro, Včera narození, Pat a Mike) - velmi často s dvojicí Katherine Hepburnová a Spencer Tracy. Katherine Hepburnovou objevil, když jí roku 1932 nabídl roli v dramatu Rozvodová záležitost, obsadil ji pak ve své kariéře ještě devětkrát. Další jeho specializací byly literární adaptace (Malé ženy, David Copperfield, Dáma s kaméliemi, The Adventures of Tom Sawyer, Čaroděj ze země Oz, Jih proti Severu, The Chapman Report). Jeho nejslavnějším počinem je filmový muzikál My Fair Lady z roku 1964, za nějž získal Oscara i Zlatý glóbus za nejlepší režii, a kde nechal rozzářit talent Audrey Hepburnové. Žánr muzikálu si již vyzkoušel například snímkem Zrodila se hvězda z roku 1954, kde vsadil na Judy Garlandovou. K oceňovaným snímkům patří i životopisný film o malíři Vincentu van Goghovi Žízeň po životě z roku 1956, který byl velkou příležitostí Kirka Douglase.
Jeho režisérský styl byl někdy označován za "v zásadě divadelní". Byl také považován za režiséra, který dává vyniknout zejména hercům, obzvláště pak herečkám. Někdy byl proto přezdíván "woman's director", byť on sám toto označení příliš nemiloval.
Porozumění ženským herečkám mohlo souviset i s jeho homosexualitou, s níž se nikdy netajil. S jeho homosexualitou byl ovšem spojen skandál z roku 1939. Tehdy byl odvolán z režisérské stoličky filmu Jih proti severu, a to na přání hlavní mužské hvězdy snímku Clarka Gablea. Dlouho se tvrdilo, že Gable nemohl snést, že se Cukor více věnuje ženským herečkám, avšak s odstupem času vyšlo najevo, že incident měl silně homofobní nádech. Gable prý v jisté chvíli vybuchl a křičel, že nebude "pracovat s vílou" a že chce točit se "skutečným mužem". Pro Cukora to prý bylo velké trauma. Producent David O. Selznick, ač byl Cukorovým spolužákem, navíc Gableovi ustoupil a Cukora převelel na natáčení filmu Ženy.

## Filmografie
- 1930 Grumpy, s Cyrilem Gardnerem
- 1930 Virtuous Sin (Ctnostný hřích), s Luisem J. Gasnierem
- 1930 The Royal Family of Broadway (Královská rodina z Broadwaye), s Cyrilem Gardnerem
- 1931 Tarnished Lady (Žena s minulostí)
- 1931 Girls About Town (Městská děvčata)
- 1932 A Bill of Divorcement (Rozvodová záležitost)
- 1932 Rockabye (Spinkej, maličká)
- 1932 What Price Hollywood? (Jakou cenu má Hollywood?)
- 1932 Hodinka s tebou (One Hour with You), s Ernstem Lubitschem
- 1933 Večeře o osmé (Dinner At Eight)
- 1933 Our Betters (Naši představení)
- 1933 Malé ženy (Little Women)
- 1935 David Copperfield
- 1935 Ženy a milenky (No More Ladies), neuveden
- 1935 Sylvia Scarlett
- 1936 Violetta (Camille)
- 1936 Romeo a Julie (Romeo and Juliet)
- 1938 Holiday (Prázdniny)
- 1939 Zaza
- 1939 Jih proti Severu (Gone with the Wind), neuveden
- 1939 The Women (Ženy)
- 1940 Příběh z Filadelfie
- 1940 Susan and God (Zuzana a Bůh)
- 1941 Žena dvou tváří (Two-Faced Woman)
- 1941 A Woman's Face (Tvář ženy)
- 1942 Her Cardboard Lover (Její neskutečný milenec)
- 1942 Keeper of the Flame (Strážce plamene)
- 1944 Plynové lampy (Gaslight)
- 1944 Winged Victory (Okřídlené vítězství)
- 1947 A Double Life (Dvojitý život)
- 1949 Edward, My Son (Můj syn Eduard)
- 1949 Adamovo žebro (Adam's Rib)
- 1950 Born Yesterday (Včera narození)
- 1950 A Life of Her Own (Její vlastní život)
- 1951 The Model and the Marriage Broker (Modelka a dohazovačka)
- 1952 The Marrying Kind (Manželský život)
- 1952 Pat a Mike
- 1953 The Actress (Herečka)
- 1954 A Star is Born (Zrodila se hvězda – TV)
- 1954 It Should Happen to You (To by se mělo stát vám)
- 1956 Bhowani Junction (Křižovatka v Bhowaně)
- 1957 Les Girls (Děvčata)
- 1957 Wild Is the Wind (Divoký vítr)
- 1960 Heller in Pink Tights (Ďáblice v růžovém trikotu)
- 1960 Let's Make Love (Pojď, budeme se milovat – TV)
- 1962 The Chapman Report (Chapmanova zpráva)
- 1964 My Fair Lady
- 1969 Justine
- 1972 Travels With My Aunt (Cesty s mou tetičkou)
- 1975 Love Among the Ruins (Láska mezi troskami – TV)
- 1976 Modrý pták (The Blue Bird / Siňaja ptica)
- 1979 The Corn Is Green (Obilí je zelené – TV)
- 1981 Rich and Famous (Bohaté a slavné – TV)